# Valerio Fiori
Valerio Fiori (ur. 27 marca 1969 w Rzymie) – włoski piłkarz występujący na pozycji bramkarza. Od roku 1999 do 2008 roku był rezerwowym zawodnikiem Milanu, rozegrał dla niego tylko jedno spotkanie w Serie A. Wcześniej był zawodnikiem kolejno takich klubów jak Lodigiani, S.S. Lazio, Cagliari Calcio, AC Cesena, ACF Fiorentina i Piacenza Calcio. W latach 1989–1990 Fiori rozegrał cztery mecze dla reprezentacji Włoch U-21. Obecnie zajmuje się szkoleniem bramkarzy w Milanie.